# Chantal Maillard

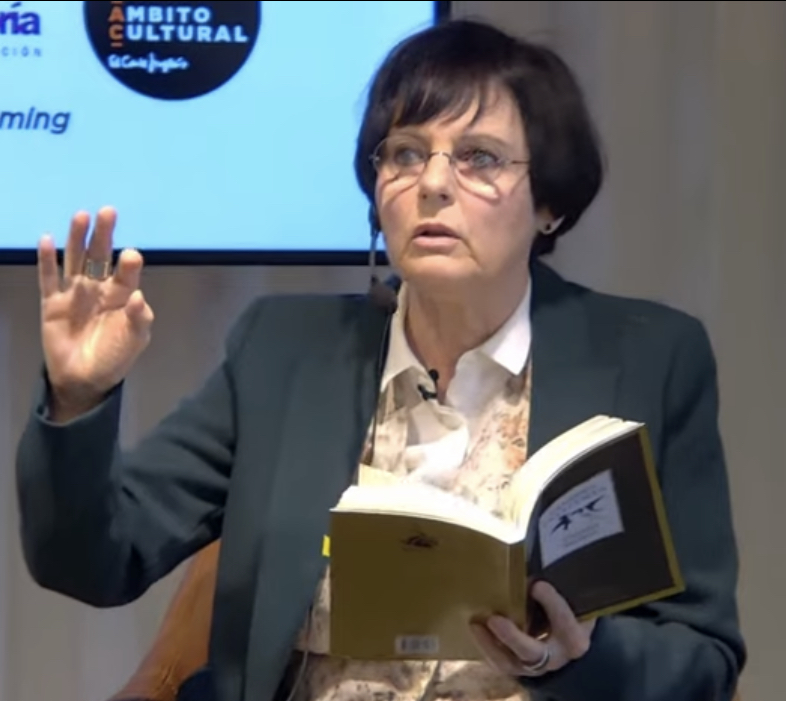
Chantal Maillard

Chantal Maillard (* 1951 in Brüssel) ist eine belgisch-spanische Autorin. Sie wohnt in Málaga und Barcelona.
Mit 12 Jahren ging sie nach Málaga. Sie studierte an der Universität Málaga (Magistertitel und Doktorat in Philosophie und Religion) und Universität Benares. Sie arbeitete als Yogalehrerin und als Artikelschreiberin für ABC oder El País.

## Werke

### Poesie
- Semillas para un cuerpo (en colaboración con Jesús Aguado). Soria: Diputación Provincial de Soria, 1988. Premio Leonor 1987
- La otra orilla. Coria del Río: Qüásyeditorial, 1990. Premio Juan Sierra 1990
- Hainuwele. Córdoba: Ayuntamiento de Córdoba, 1990. Premio Ciudad de Córdoba «Ricardo Molina» 1990
- Poemas a mi muerte. Madrid: La Palma, 1993. Premio Ciudad de Santa Cruz de la Palma 1993
- Conjuros. Madrid: Huerga y Fierro. Editores, S.L., 2001.
- Lógica borrosa. Málaga: Miguel Gómez Ediciones, 2002.
- Matar a Platón. Barcelona: Tusquets, 2004. Premio Nacional de Poesía 2004.
- Hilos, 2007. Premio Nacional de la Crítica 2007 y Premio Andalucía de la Crítica 2008.
- La tierra prometida. Barcelona: Milrazones, 2009
- Hainuwele y otros poemas. Barcelona: Tusquets, 2009
- Cual. DVD. Contiene lectura de "Hilos" y un corto interpretado por la autora. Málaga:Centro de la Generación del 27, 2009.
- Polvo de avispas. Málaga: Árbol de Poe, 2011
- Balbuceos. Málaga: Árbol de Poe, 2012
- La herida en la lengua. Barcelona: Tusquets 2015

### Prose
- Filosofía en los días críticos. Valencia: Editorial Pre-Textos, 2001.
- Diarios indios. Valencia: Editorial Pre-Textos, 2005.
- Husos. Notas al margen. Valencia: Editorial Pre-Textos, 2006.
- Adiós a la India. Málaga: Puerta del Mar, 2009.
- Bélgica. Valencia: Editorial Pre-Textos, 2011.
- India. Valencia: Editorial Pre-Textos, 2014.
- La baba del caracol. España-Mexico: Editorial Vaso Roto, 2014.

### Essay
- El monte Lu en lluvia y niebla. María Zambrano y lo divino. Málaga: Diputación Provincial de Málaga, 1990.
- La creación por la metáfora. Introducción a la razón poética. Barcelona: Anthropos, 1992.
- El crimen perfecto. Aproximación a la estética india. Madrid: Tecnos, 1993.
- La sabiduría como estética. China: confucianismo, budismo y taoísmo. Madrid: Akal, 1995.
- La razón estética. Barcelona: Laertes, 1998.
- Rasa. El placer estético en la tradición india. Benarés: Indica Books, 1999 y Palma de Mallorca: Olañeta, 2007.
- En la traza. Pequeña zoología poemática. Barcelona: Centro de Cultura Contemporánea 2008.
- Contra el arte y otras imposturas. Valencia: Editorial Pre-Textos, 2009.
- India. Valencia: Editorial Pre-Textos, 2014.

### Übersetzung
- Platon töten. Elisabeth Seifer.  Zürich: Editorial Teamart, 2006.

## Ehrungen/Preis
- Premio Leonor 1987
- Ciudad de Córdoba 1990
- Premio Juan Sierra 1990
- Ciudad de Santa Cruz de la Palma 1993
- Premio Nacional de Poesía 2004